# Williamsburg, Virginia
Williamsburg là một thành phố thuộc quận, tiểu bang Virginia, Hoa Kỳ. Thành phố có diện tích km², dân số thời điểm năm 2008 theo ước tính của Cục điều tra dân số Hoa Kỳ là 12.481 người2. Thành phố giáp quận York. Ban đầu tên là Middle Pantation, một khu định cư năm 1632 nằm ở trên khu đất cao ở bán đảo Virginia giữa sông James và sông York, khu vực này được đổi tên thành Williamsburg sau thi thủ phủ Thuộc địa Virginia được chuyển đến đó từ Jamestown vào năm 1698. 